# SSV 울름 1846
SSV 울름 1846(독일어: Schwimm- und Sportverein Ulm 1846 e. V.)은 1846년에 창단한 독일 바덴뷔르템베르크주 울름을 연고로 하는 종합 스포츠 클럽이다. 배구, 농구, 하키 등 다양한 분야의 스포츠팀이 존재하며 축구팀은 2009년에 분리되어 독립적으로 운영하고 있다.